# Кастель-Мелла
Кастель-Мелла (итал. Castel Mella, ломб. Castelmèla) — коммуна в Италии, в провинции Брешиа области Ломбардия.
Население составляет 8147 человек, плотность населения составляет 1164 чел./км². Занимает площадь 7 км². Почтовый индекс — 25030. Телефонный код — 030.
Покровителями коммуны почитаются святой Сир из Павии, празднование 9 декабря, и святая Лючия, празднование 13 декабря.